# ルーヴェン・カトリック大学

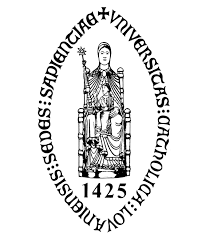

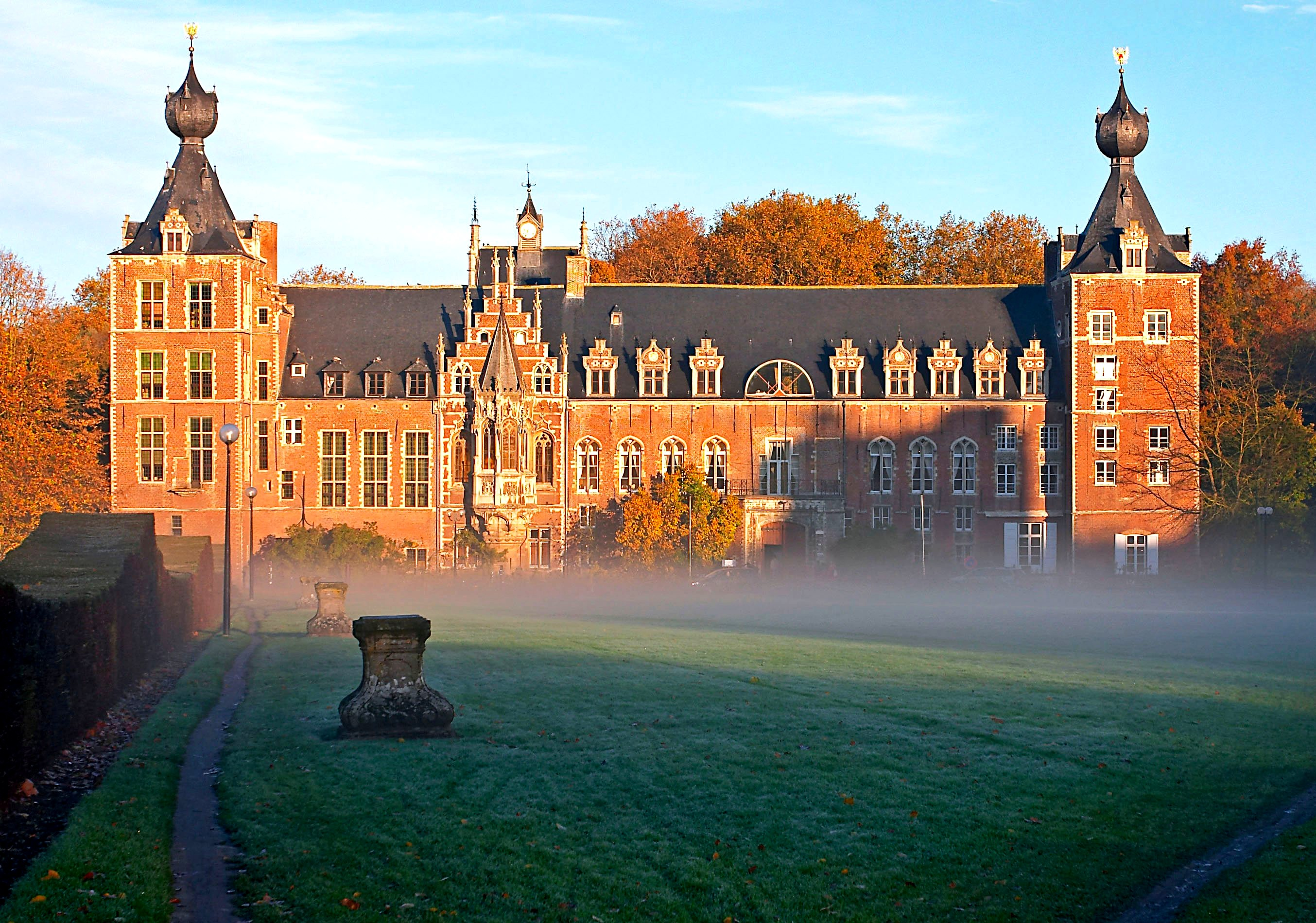
キャンパスの一部となっているアレンバーグ城

ルーヴェン・カトリック大学（ルーヴェン・カトリックだいがく、オランダ語: Katholieke Universiteit Leuven）は、ベルギーのルーヴェンにある研究大学で、1425年に設立されたベルギー最古かつネーデルラント地方最古の大学。
ルーヴェン・カトリック大学は、THE世界大学ランキングの上位50位の常連校(2024年現在45位）であり、大陸ヨーロッパ側を代表する中世大学の内の1つである。また、トムソン・ロイターが発表する「大学総合ランキング」では世界第7位(2024年現在)に、「ヨーロッパのもっとも革新的な大学（Europe's most innovative universities）ランキング」では、4年連続で世界第1位に選ばれた。

## 概要
フランデレン地域政府管轄で、よってフラマン語（オランダ語）が主言語である。

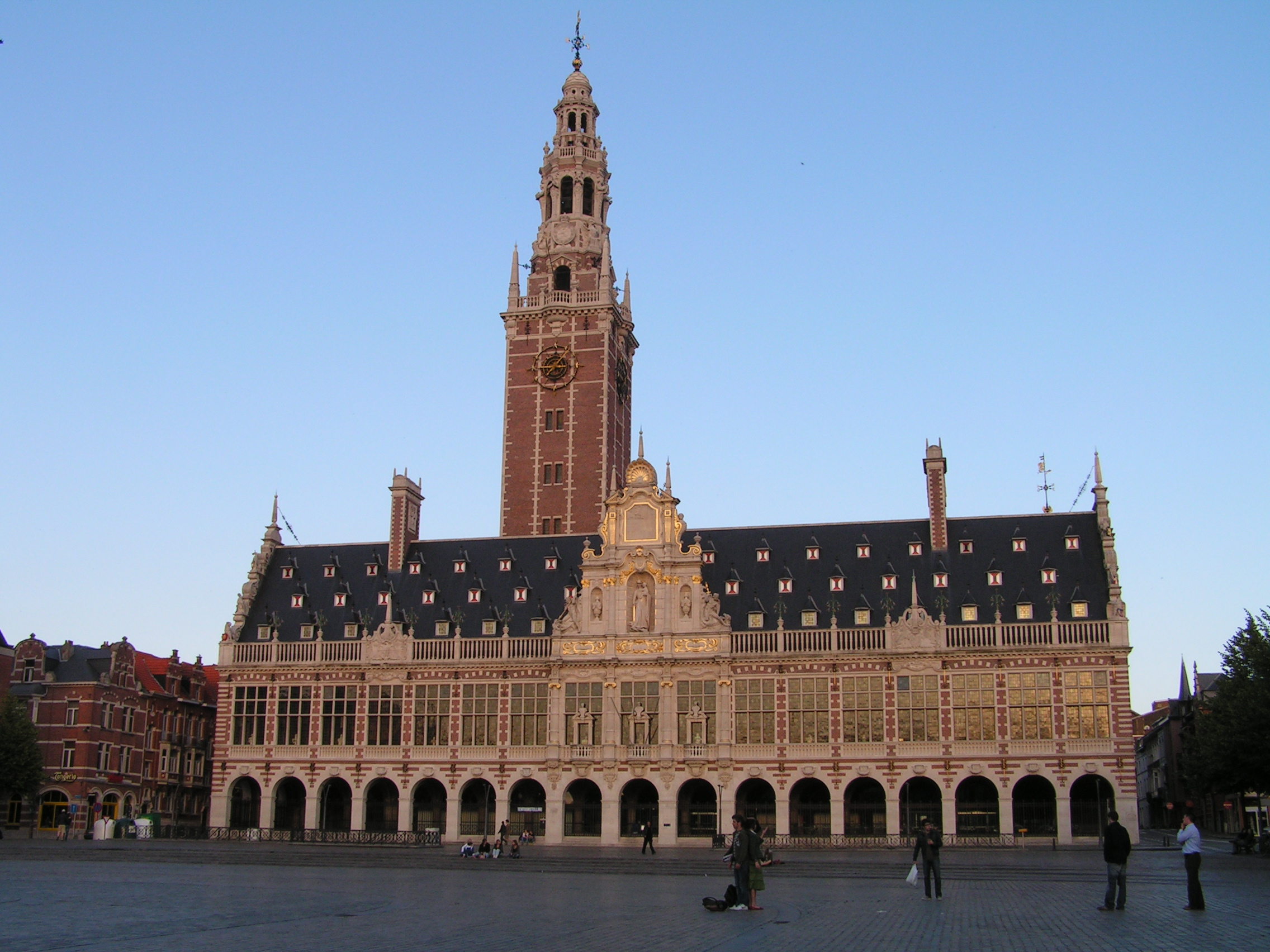
中央図書館

現在の英語公称はKU Leuven。そのため、対外的公称や世界大学ランキングでも、KU Leuvenと表記され、Catholic University of Leuvenとは表記されない。英語表記として、University of Leuven も広く用いられ、同大学を指す。その他KULなどは略称として用いられる。イメージカラーは青と白。鍵のエンブレムもシンボルとなっている。
なお、世界最大のビールメーカーであるアンハイザー・ブッシュ・インベブは、ここルーヴェンに本社を構える。大学とは寄付講座など通して密接な関係を保っている。
カトリックと名前がついているものの、現代において教育的な意味合いで宗教色は薄れている。しかし、歴史的にローマ・カトリック教の発展に重要な役割を果たしており、今も聖母マリア由来である”Seat of Wisdom”を大学のモットーと定めている。

## 歴史
1425年12月9日に発布されたローマ教皇マルティヌス5世による勅書によって設立された。現存するカトリック系大学では世界最古の歴史を誇る。また低地地方（ネーデルランド）において最古の大学である。創立当時には、人文学、法学、教会法学、そして薬学の四つの学科で構成されていた。創立100年後を過ぎた頃には、約200人の留学生を含む約2,000人の学生を抱えるヨーロッパを代表する学術機関の一つとして考えられるようになった。

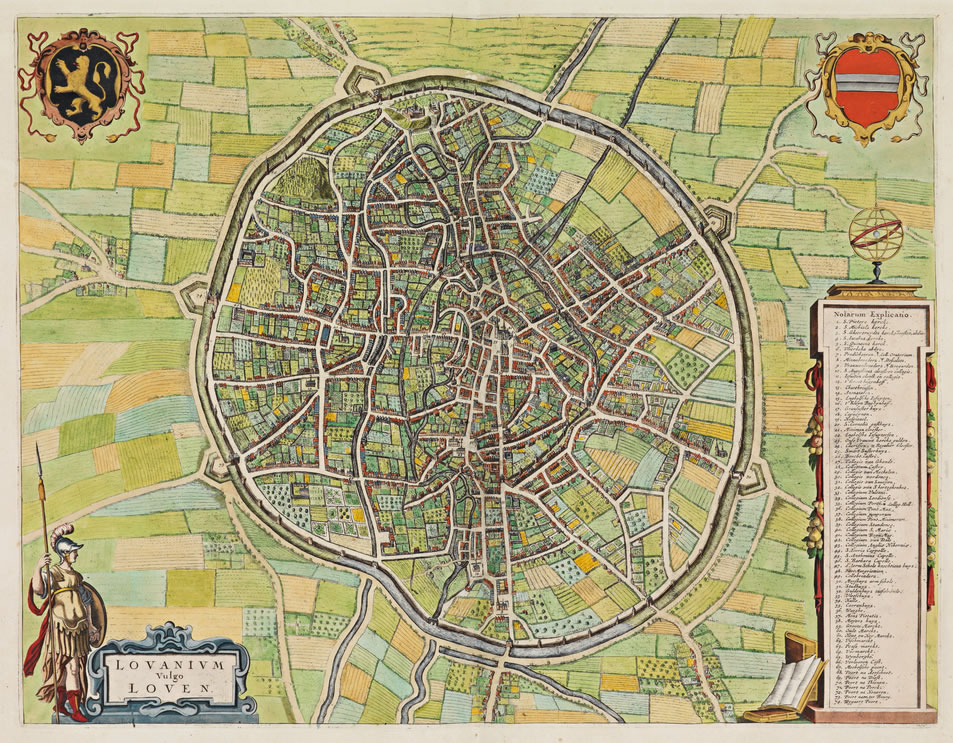
１７世紀当時のルーヴェンの地図

16世紀には人文主義者として著名なエラスムスが教え、ヘブライ語・ラテン語・ギリシャ語を学ぶカレッジを設立したことで知られる。現代人体解剖学の創始者とされるアンドレアス・ヴェサリウスもここで教鞭をとった。　また、三角測量を発展させたゲンマ・フリシウスや、メルカトル図法のゲラルドゥス・メルカトルらもここで学びまた教えた。
フランスによるベルギー合併後の1797年、同大学は一時閉鎖に追い込まれたものの、オランダー王ウィレム1世によって、宗教色の薄いルーヴェン国立大学(en)として再出発している。その後、ベルギーがオランダー王国から独立した後、同大学は、フランス語系・ローマ・カトリック系の大学として再編された。
20世紀に入って、ルーヴェン・カトリック大学は再び危機を迎える。第一次世界大戦当時、ドイツ軍の侵攻によって、大学図書館などキャンパスの多くの建物が焼失した。中央図書館は、1940年ドイツのベルギー侵攻によって再び焼失している。ベルギーの言語戦争も大きな課題であった。フラマンデレン地域に位置しているにもかかわらず、フランス語を教授言語としていた大学に対する学生の反発は強くなるばかりであった。結局、ルーヴェン・カトリック大学は、フラマンデレン地域の人々を対象とするフラマン語を教授言語とする教育機関と位置付けられた。一方、フランス語話者のためには、新たな大学都市のルーヴァン＝ラ＝ヌーヴを中心とする、ルーヴァン・カトリック大学として分割された。

## 教育
ルーヴェン・カトリック大学は、欧州内の優秀な大学で構成される組織「コインブラ・グループ」の一員である。また、学術研究分野優れた大学で構成されるヨーロッパ研究大学連盟（League of European Research Universities）の一員でもある。EU域内の大学との学生交流にも力を入れており、エラスムスなどのプログラムを利用して多くの学生が学んでいる。2022年の実績では、学生の約21%が留学生 (13,479名)であった。
ルーヴェン・カトリック大学は、ベルギーで最も優秀な大学である。2022年のタイムズ・ハイアー・エデュケーション(THE)世界大学ランキング　(Times World University Rankings)調査においては、世界42位にランクされ、ベルギーの大学の中で唯一50位圏内に入った。
ルーベンカトリック大学の教授言語は、フラマン語である。ベルギー政府によって高等教育でフラマン語による教育が禁止されていた1930年代には、フラマン語話者人口の増加を受けフラマン語による教育を実施し始めている 。しかし、英語でのプログラムが多く開講されており、その地理的立地からも欧州を中心とした留学生に広く門を開いている。

### ルーヴェン・カトリック大学の各年度別のランキング
| Year | 世界大学ランキング         | ヨーロッパ大学ランキング  | 世界で評判の高い大学ランキング |
| ---- | -------------------------- | ------------------------- | ------------------------------ |
| 2011 | 119 (THE)                  | 37 (THE)                  |                                |
| 2012 | 67 (THE 52)                | 17 (THE 20)               | 81-90 (THE)                    |
| 2013 | 58 (THE 9)                 | 13 (THE 4)                | 81-90 (THE )                   |
| 2014 | 61 (THE 3)                 | 17 (THE 4)                | 71-80 (THE )                   |
| 2015 | 55 (THE 6) \| 96 (ARWU )   | 13 (THE 4) \| 32 (ARWU )  | 71-80 (THE )                   |
| 2016 | 35 (THE 20) \| 90 (ARWU 6) | 12 (THE 1) \| 32 (ARWU )  | 51-60 (THE )                   |
| 2017 | 40 (THE 5) \| 93 (ARWU 3)  | 12 (THE ) \| 32 (ARWU )   | 51-60 (THE )                   |
| 2018 | 47 (THE 7) \| 90 (ARWU 3)  | 14 (THE 2) \| 31 (ARWU 1) | 71-80 (THE )                   |
| 2019 | 48 (THE 1) \| 86 (ARWU 4)  | 15 (THE ) \| 28 (ARWU 3)  | 51-60 (THE )                   |

## 学部
学部は3つの分野に分けることができる。
- 人文・社会学系統
  - 神学・宗教学部
  - 教会法学部
  - 哲学会
  - 法学部
  - 経済・経営学部
  - 社会科学部
  - 人文科学部
  - 心理・教育科学部
- 科学・工学・技術系統
  - 科学部
  - 工業科学部
  - 生物化学部
  - 科学技術学部
  - 建築・現在デザイン・地域設計学部
  - 生物学部
  - 土木工学部
  - 化学部
  - 情報科学部
  - 地球環境学部
  - 電子技術学部
- 生物科学系統
  - 薬学部
  - 調剤科学部
  - 運動リハビリ学部
  - 循環科学部
  - 細胞分子医学部
  - 臨床・実験学部
  - 人類遺伝子学部
  - 病理学部
  - 運動機能学部
  - 細菌免疫学部
  - 神経科学部
  - 腫瘍学部
  - 口腔保健学部
  - 公共衛生学部
  - 調剤薬科学部
  - 繁殖・発達・再生学部
  - リハビリ科学部

## カレッジ
特にルーヴェンの街の中心部に点在している。現在のルーヴェンにおいては教育の主体としてでなく、建物としてのカレッジをさすことが多い。主なカレッジとして以下のものがある。
- De Valk College (College of Falcon：1434年設立):Law
- De Lelie College (College of Lily):Arts Faculty
- De Burchat College (College of Fortress):Arts Faculty
- Het Valken College (College of Pig):Arts Faculty
- Pauscollege (Pope's College：1523年設立): Faculty of Theology and Religious Studies
- Maria Theresia College（1778年設立）: Faculty of Theology
- Koningscollege (King's College：1579年設立):Zoological Institute
- Premonstratensian College(1571年設立）:Institute for Physics
- Atrechtcollege (Arras College：1508年設立):Study Advisory Centre and Chinese Studies
- Van Dalecollege (Van Dale College：1569年設立):Student Facilities Department
- Heilige Geestcollege (College of the Holy Spirit):Student Residence
- Hogenheuvelcollege (High Hill College): Faculty of Economics and Business

## キャンパス
ルーヴェンおよびヘーバレー（Heverlee）の街全体にキャンパスが点在している。学生数も多く、キャンパスも多いため、通勤・帰宅時間にもなると学生たちの大移動を見ることができる。MBAなど一部のプログラムはブリュッセルキャンパスで開講されている。またフランダース西部のコルトレイク（Kortrijk）と東部のディーペンベーク（Diepenbeek）にもキャンパスを持ち、アントワープとゲントにも施設がある。タマムシのオブジェがそびえる大学図書館前は、Oude Markt、Old Town Hall前と並びルーヴェンの主要な３広場の一つであり、学生及び市民の憩いの場となっている。

## 日本との関係
第一次世界大戦当時、ドイツ軍の侵攻によって、大学図書館などキャンパスの多くの建物が焼失した。軍事施設ではなく学術機関を対象に攻撃を行ったことで、この事実は世界でも大きく非難され、日本にもルーヴェン国際事業委員会が設立されたほどである。東京帝国大学などでも義援金が募られた。図書館は戦後アメリカ義援金やドイツの賠償金によって再建された。また1921年、当時皇太子であった昭和天皇がルーヴェンに行啓したことで、これをきっかけとして後に大日本帝国から約15,000冊の日本古書等が寄贈された。

## 著名な卒業生・関係者
- オーギュスト・ベールナールト - ベルギー王国元首相（1907年ノーベル平和賞）
- アルベール2世 (ベルギー王) - 第6代ベルギー国王
- ドミニク・ピール - カトリック司祭（1958年ノーベル平和賞）
- クリスチャン・ド・デューブ - 細胞生物学者（1974年ノーベル生理学・医学賞）
- アルベルト・クラウデ - 細胞生物学者（1974年ノーベル生理学・医学賞）
- ヘルマン・ファン・ロンパウ - ベルギー王国元首相、初代EU理事会議長
- テオドール・シュワン - 生理学者、細胞説の提唱者、組織学の創始者
- ジョルジュ・ルメートル - カトリック司祭、天文学者、宇宙物理学者、ビッグバン理論の先駆者
- オットー・フォン・ハプスブルク - 政治家、ハプスブルク家家長、ナチス・ドイツのオーストリア併合に徹底抗戦
- カール・ルートヴィヒ・ハプスブルク＝ロートリンゲン -実業家（兄オットーとオーストリア解放に尽力）
- ゲラルドゥス・メルカトル - 地理学者
- コルネリウス・ヤンセン - 神学者
- グスタボ・グティエレス - 神学者、解放の神学の提唱者
- フェルディナント・フェルビースト - 宣教師
- エミール・ヴェルハーレン - 詩人
- アブドル・カディル・カーン - 技術者、パキスタンの核開発の父
- 翁文灝 - 中国の地質学者・政治家（中華民国では首相に相当する行政院長もつとめた）
- ポール・ブルケ - ネスレ会長
- アンリ (パリ伯) - フランスの旧王家オルレアン家の家長